# アル・ディ・メオラ
アル・ディ・メオラ（英語: Al Di Meola、1954年7月22日 - ）は、アメリカ合衆国・ニュージャージー州ジャージーシティ生まれのジャズ・フュージョンギタリストである。

## バイオグラフィ
1954年7月22日生誕。エルヴィス・プレスリー、ベンチャーズ、ビートルズに刺激を受けてギターを始める。1971年にマサチューセッツ州ボストンにあるバークリー音楽大学に入学。1974年にチック・コリア率いる「リターン・トゥ・フォーエヴァー」に参加し、1976年まで在籍。『ギタープレイヤー・マガジン』誌の読者投票で4回も「最も優れたジャズ・ギタリスト」に選ばれている。 
彼は多作なソロの経歴に加えて、ベーシストであるスタンリー・クラーク、ヴァイオリニストであるジャン＝リュック・ポンティ、ギタリストであるジョン・マクラフリン、パコ・デ・ルシア等とのコラボレーションをおこなってきた。
ディ・メオラは初期作品の頃から卓越した演奏技術、速弾き、複雑なギターソロ・作曲により注目を集めていたが、その頃からすでに地中海文化やフラメンコなどにみられるアコースティックなジャンルを探求し始めていた。その好例がアルバム『エレガント・ジプシー』（1976年）に収録された「Mediterranean Sundance」や「Lady of Rome, Sister of Brazil」といった曲である。初期のアルバムは、他のロック・ギタリストにもジャズ・ギタリストにも同様に大きな影響を与えた。ディ・メオラは『カジノ』や『スプレンディド・ホテル』といったアルバムにおいてフュージョンのジャンル内からラテン音楽の方向性を探究し続けた。アルバム『カジノ』の「Señor Mouse」と「Fantasia Suite for Two Guitars」や、ライブ・アルバムである『フライデイ・ナイト・イン・サンフランシスコ〜スーパー・ギター・トリオ・ライヴ!』のようなアコースティック・ナンバーにおいてはさらに繊細なタッチを披露した。
1983年のアルバム『シナリオ』で、彼は（『マイアミ・バイス』のテーマ曲で知られる）ヤン・ハマーとのコラボレーションによってジャズのエレクトリック的な可能性を模索し始めた。この模索の延長線上として、アコースティック的なアルバムである『天地創造』でさらに音楽的地平を拡げた。さらに彼は『夢幻飛行』のようなアルバムでギターシンセサイザーを採用し始めた。また、1990年代よりワールドミュージックを焦点にしたワールド・シンフォニアをスタート。アコーディオン奏者にディノ・サルーシを迎え、オーケストラ・タンゴに近いアルバムを録音していた。2000年代以降、アコーディオン奏者はファウスト・ベカロッシに代わっている。
彼はバージニア州のバーチメア音楽ホールといった小さなホールで演奏したりしてツアーを続けてきた。最近のコンサートは彼の新しいマテリアル（「歪んだアコースティック」音や初期のソロ作品の曲よりもずっと自由度の高い音が出せるギターシンセサイザー音のごった煮風の融合）のサンプルが含まれている。彼はしばしば、自分の最も魅力的な作品の一つを力強く演奏してコンサートを締めくくる（例えばアルバム『エレガント・ジプシー』の「Race With Devil On Spanish Highway」）。彼はこのようにして優れた演奏技術を披露するとともに、自分でも知らず知らずのうちに考え付いた不思議でメロディアスな旋律を激しい曲の流れと融合しているのである。

## プレイスタイル
ディ・メオラはエレクトリック・ギターとアコースティックギターの両方を駆使し、様々な演奏スタイルを探究し続けてきた。ミュート奏法（ブリッジミュート）によるスタッカートのきいた、メカニカルで緊張感に満ちた高速のフレージングはジョン・マクラフリンやラリー・コリエルの影響を感じさせる。高速のパートでも彼はスウィープ奏法やエコノミーピッキングを使わず、ハンマリング・オンさえほとんど使わず、オルタネイト・ピッキングで弾きとおす傾向があり、これによってタイトなリズムと緊迫感が生まれる。いっぽう、エレクトリック・ギターによる抒情的なソロのパートではロングトーンを多用し、トレモロ奏法、サンタナ的なフィードバック奏法やロックギター的なチョーキングなどもしばしば用いる。メロディーにはマイナースケール、スパニッシュ・モードなどを多用したラテン風味のジャズ・フュージョン的なプレイが最も特徴的である。

## 健康状態
2023年9月28日、ルーマニアのブカレストで夜に開催されたコンサートにおいて、苦しそうに胸に手を当てて体調不良を訴え、病院に搬送された。
診察の結果、軽い心筋梗塞と診断されて治療を受けたが、10月4日に退院した。

## ディスコグラフィ

### リーダー・アルバム
- 『白夜の大地』 - Land of the Midnight Sun (1976年)
- 『エレガント・ジプシー』 - Elegant Gypsy (1977年)
- 『カジノ』 - Casino (1978年)
- 『スプレンディド・ホテル』 - Splendido Hotel (1980年)
- 『エレクトリック・ランデヴー』 - Electric Rendezvous (1982年)
- 『ツアー・デ・フォース・ライヴ』 - Tour De Force - Live (1982年)
- 『シナリオ』 - Scenario (1983年)
- 『天地創造』 - Cielo e Terra (1985年)
- 『夢幻飛行』 - Soaring Through a Dream (1985年) ※アル・ディ・メオラ・プロジェクト名義
- 『幻想都市』 - Tirami Su (1987年) ※アル・ディ・メオラ・プロジェクト名義
- 『ワールド・シンフォニア』 - World Sinfonia (1991年)
- 『キス・マイ・アクス』 - Kiss My Axe (1991年) ※アル・ディ・メオラ・プロジェクト名義
- 『ハート・オブ・ジ・イミグランツ』 - World Sinfonia II - Heart of the Immigrants (1993年)
- 『オレンジ&ブルー』 - Orange and Blue (1994年)
- Di Meola Plays Piazzolla (1996年)
- 『インフィニット・デザイア』 - The Infinite Desire (1998年)
- 『ウィンター・ナイツ』 - Winter Nights (1999年)
- 『リベルタンゴ』 - The Grande Passion (2000年)
- 『フレッシュ・オン・フレッシュ』 - Flesh on Flesh (2002年)
- Vocal Rendezvous (2006年) ※Al Di Meola & Friends名義
- 『コンスクエンス・オブ・カオス』 - Consequence of Chaos (2006年)
- 『ディアボリック・インベンションズ・アンド・セダクション・フォー・ソロギター』 - Diabolic Inventions And Seduction For Solo Guitar Volume I (Music Of Astor Piazzolla) (2007年)
- Live in London 1991: World Sinfonia (2007年)
- La Melodia Live in Milano: World Sinfonia (2008年)
- Live in Seattle & Elsewhere : World Sinfonia (2009年)
- 『ラジカル・ラプソディ』 - Pursuit of Radical Rhapsody (2011年)
- Live at the North Sea Jazz Festival (2012年)
- All Your Life (A Tribute to the Beatles) (2013年)
- Elysium (2015年)
- 『オーパス』 - Opus (2018年)
- 『アクロス・ザ・ユニバース』 - Across the Universe (2020年)

### 共同名義
- 『フライデイ・ナイト・イン・サンフランシスコ〜スーパー・ギター・トリオ・ライヴ!』 - Friday Night in San Francisco (1981年) ※ジョン・マクラフリンとパコ・デ・ルシアと共作
- 『パッション、グレイス&ファイア〜情炎』 - Passion, Grace & Fire (1983年) ※ジョン・マクラフリンとパコ・デ・ルシアと共作
- 『スーパー・ストリングス』 - Rite of Strings (1995年) ※スタンリー・クラークとジャン＝リュック・ポンティ と共作
- 『ザ・ギター・トリオ』 - The Guitar Trio (1996年) ※ジョン・マクラフリンとパコ・デ・ルシアと共作
- 『コスモポリタン・ライフ』 - Cosmopolitan Life (2005年) ※レオニード・アグーチンと共作
- Midsummer Night in Sardinia (2006年) ※with Andrea Parodi
- He & Carmen (2008年) ※with Ester Horgas